# ジェローム・E・コッジャ
ジェローム・ユジェーヌ・コッジャ（Jérôme Eugène Coggia、1849年2月18日 - 1919年1月15日）は、19世紀のフランスの天文学者。
コルシカ島に生まれる。バンジャマン・ワルツ(w:Benjamin Valz)とともにマルセイユ天文台で観測を行い、多くの彗星を発見した。発見した彗星にはコッジャ彗星C/1874 H1や周期彗星27P/クロンメリン彗星 が含まれている。
| (96)アエグレ       | 1868年2月17日 |
| (187)ランベルタ    | 1878年4月11日 |
| (193) アムブロシア | 1879年2月28日 |
| (217) エウドラ     | 1880年8月30日 |
| (444) ギプティス   | 1899年3月31日 |